# Chalcothore montgomeryi
Chalcothore montgomeryi é uma espécie de libelinha da família Polythoridae.
É endémica de Venezuela.
Os seus habitats naturais são: rios.
Está ameaçada por perda de habitat.